# Divize B 1980/1981
V soubojích 16. ročníku České divize B 1980/81 se utkalo 16 týmů dvoukolovým systémem podzim – jaro. Tento ročník fotbalové soutěže začal v srpnu 1980 a skončil v červnu 1981.

## Nové týmy v sezoně 1980/81
Z 2. ligy – sk. A 1979/80 sestoupilo do Divize B mužstvo VTJ Žatec. Z krajských přeborů ročníku 1979/80 postoupila vítězná mužstva TJ Slavoj Litoměřice ze Severočeského krajského přeboru a TJ Fruta Vojkovice ze Středočeského krajského přeboru. Také sem byla přeřazena mužstva TJ Viktoria Žižkov Strojimport z Divize A a TJ Meteor Praha 8 z Divize C.

## Výsledná tabulka
| Poř. | Tým                            | Z  | V  | R  | P  | VG | OG | B  |
| ---- | ------------------------------ | -- | -- | -- | -- | -- | -- | -- |
| 1.   | VTJ Žatec                      | 30 | 19 | 6  | 5  | 62 | 23 | 44 |
| 2.   | TJ Viktoria Žižkov Strojimport | 30 | 18 | 8  | 4  | 52 | 31 | 44 |
| 3.   | TJ Baník Most                  | 30 | 18 | 7  | 5  | 53 | 22 | 43 |
| 4.   | TJ CHZ Litvínov                | 30 | 17 | 6  | 7  | 49 | 31 | 40 |
| 5.   | VTJ Karlovy Vary               | 30 | 17 | 2  | 11 | 50 | 32 | 36 |
| 6.   | TJ Braník Pragoflora           | 30 | 14 | 6  | 10 | 45 | 46 | 34 |
| 7.   | TJ Sepap Štětí                 | 30 | 9  | 11 | 10 | 45 | 47 | 29 |
| 8.   | TJ Slavoj Litoměřice           | 30 | 12 | 4  | 14 | 57 | 60 | 28 |
| 9.   | TJ Chemička Ústí nad Labem     | 30 | 10 | 7  | 13 | 32 | 47 | 27 |
| 10.  | TJ Fruta Vojkovice             | 30 | 10 | 5  | 15 | 47 | 59 | 25 |
| 11.  | TJ Sepap Jílové                | 30 | 8  | 8  | 14 | 32 | 42 | 24 |
| 12.  | TJ BSS Brandýs nad Labem       | 30 | 10 | 4  | 16 | 39 | 54 | 24 |
| 13.  | TJ Spartak Roudnice nad Labem  | 30 | 9  | 5  | 16 | 38 | 50 | 23 |
| 14.  | TJ Meteor Praha 8              | 30 | 10 | 3  | 17 | 38 | 53 | 23 |
| 15.  | TJ Slovan Varnsdorf            | 30 | 8  | 5  | 17 | 30 | 47 | 21 |
| 16.  | TJ Slavia Karlovy Vary         | 30 | 4  | 7  | 19 | 29 | 54 | 15 |

Poznámky:
- Z = Odehrané zápasy; V = Vítězství; R = Remízy; P = Prohry; VG = Vstřelené góly; OG = Obdržené góly; B = Body

|  | Postup do 2. ligy – sk. A 1981/82                |
|  | Sestup do příslušného oblastního přeboru 1981/82 |